# جینگ‌تای
جینگ‌تای (چینی:景泰؛ پین‌یین: Jǐngtài) نام پادشاهی جو چی‌یو (چینی: 朱祁鈺، پین‌یین: Zhū Qíyù) (زادهٔ ۲۲ سپتامبر ۱۴۴۹ - درگذشتهٔ ۱۱ فوریه ۱۴۵۷)، هفتمین امپراتور دودمان مینگ بود که از ۱۴۴۹ تا ۱۴۵۷ بر چین فرمانروایی نمود.

## زندگینامه

### سال‌های آغازین
جو چی‌یو پسر امپراتور شوان‌دو و برادر کوچکتر و ناتنی امپراتور جنگ‌تونگ بود. در ژوئیهٔ سال ۱۴۴۹، مغول‌ها به رهبری اسن، تهاجم گسترده‌ای را علیه چین آغاز کردند. دولت چین نیز قوایی ۵۰۰ هزار نفره را برای مقابله با این تهاجم آماده نمود و جنگ‌تونگ تصمیم گرفت تا خود شخصاً فرماندهی این نیروها را در جنگ برعهده بگیرد. با این‌وجود مغول‌ها در ۱ سپتامبر ۱۴۴۹ موفق به شکست نیروهای چینی در تومو شدند و امپراتور را نیز به گروگان گرفتند.

### امپراتوری
به دنبال این رویداد، دربار چین که بیم داشت مغول‌ها خون‌بهای گزافی را برای آزادی جنگ‌تونگ درخواست نمایند تصمیم به انتخاب امپراتوری جدید و دفاع از بیجینگ (پایتخت) گرفتند. در تاریخ ۱۵ یا ۲۳ سپتامبر ۱۴۴۹، آنها جو چی‌یو را به امپراتوری برگزیدند و او با عنوان امپراتور جینگ‌تای بر تخت نشست. تنها یک نفر از درباریان با این انتخاب مخالفت نمود که اعدام شد.
مغول‌ها در فاصلهٔ بین اکتبر تا نوامبر ۱۴۴۹ سعی در فتح بیجینگ نمودند اما با مقاومت نیروهای چینی روبرو شده و شکست خوردند. به دنبال این شکست و فهمیدن موضوع امپراتور جدید، جنگ‌تونگ را که دیگر برایشان ارزشی نداشت آزاد ساختند. جنگ‌تونگ که از سلطنت خلع شده بود به بیجینگ بازگشت اما برادرش او و همسرش را به مدت ۷ سال در حبس خانگی در کاخ جنوبی شهر ممنوعه نگهداشت. جینگ‌تای همچنین جو جیان‌شن (بعدتر امپراتور چنگ‌هوا)، پسر جنگ‌تونگ را از ولیعهدی خلع و تنها پسر خود را نایب‌السلطنه نمود.

### کودتا و بازگشت جنگ‌تونگ به قدرت
پسر جینگ‌تای (جیانگ شن) در سنین جوانی درگذشت و خود جینگ‌تای نیز در فوریهٔ ۱۴۵۷ به‌شدت بیمار شده و در بستر افتاد. این موضوع فرصت خوبی را برای برادرش جنگ‌تونگ پیش آورد که طی کودتایی دوباره قدرت را در دست بگیرد. او با کمک همراهان خود و طی حرکتی که به «واقعهٔ هجوم به دروازه» معروف شد توانست دروازه‌های کاخ جنوبی را گشوده، برادرش را از سلطنت خلع و خود با عنوان این‌بار امپراتور تیان‌شون دوباره بر تخت فرمانروایی بنشیند.

### مرگ
جینگ‌تای پس از عزل از قدرت به عنوان شاهزادگی تنزل مقام یافت و کمی پس از آن در ۱۴ مارس ۱۴۵۷ درگذشت. در مورد مرگ او این احتمال وجود دارد که به دست خواجگان دربار و با فرمان امپراتور به قتل رسیده باشد یا طبق داستان فیلم پزشک دربار به دست همسرش با پودر الماس کشته شده باشد. او را که خلع مقام شده بود در خارج از آرامگاه‌های سلطنتی دودمان مینگ، در تپهٔ جینشان در نزدیکی کوهستان شی‌شان در غرب بیجینگ به خاک سپردند. آرامگاه او جینگ‌تای‌لینگ نام دارد که به معنای «آرامگاه جینگ‌تای» است.